# Schwarzkopflöwenäffchen
Das Schwarzkopflöwenäffchen (Leontopithecus caissara) ist eine Primatenart aus der Gattung der Löwenäffchen, die zur Familie der Krallenaffen (Callitrichidae) gezählt wird. Die Art wurde erst 1990 wissenschaftlich beschrieben und zählt zu den bedrohtesten amerikanischen Primatenarten.

## Beschreibung
Schwarzkopflöwenäffchen sind durch ein vorwiegend goldgelbes Fell gekennzeichnet, der Kopf, die Mähne, die Vorder- und Hinterpfoten sowie der Schwanz sind schwarz. Wie bei allen Löwenäffchen sind ihr Gesicht und ihre Pfoten unbehaart und die langen Finger enden mit Ausnahme der ersten Zehe der Hinterpfoten in Krallen. Die Kopfrumpflänge dieser Primaten beträgt rund 30 Zentimeter, der Schwanz kann bis zu 40 Zentimeter lang werden und das Gewicht beträgt rund 600 Gramm.

## Verbreitung und Lebensraum
Schwarzkopflöwenäffchen leben in einem kleinen Gebiet in der Grenzregion der brasilianischen Bundesstaaten São Paulo und Paraná. Zunächst wurden sie auf der Insel Superagüi, später auch auf dem Festland entdeckt. Ihr Lebensraum sind tropische Regenwälder, wo sie sich vor allem auf mit Lianen und anderen Schlingpflanzen bedeckten Bäumen aufhalten.

## Lebensweise
Diese Primaten sind tagaktiv und schlafen in der Nacht meist in Baumhöhlen. Wie die anderen Löwenäffchen leben sie in Familiengruppen von zwei bis elf Tieren, die sich meist aus einem erwachsenen Paar und ihrem Nachwuchs zusammensetzen. Die Gruppen sind territorial und bewohnen ein Revier von rund 25 Hektar Größe. 
Die Nahrung dieser Tiere besteht vorwiegend aus Früchten, daneben nehmen sie auch Insekten und kleine Wirbeltiere zu sich.

## Fortpflanzung
Einmal im Jahr bringt das Weibchen meist zwischen September und März den Nachwuchs zur Welt, wobei Zwillingsgeburten überwiegen. Der Vater und die übrigen Gruppenmitglieder beteiligen sich an der Aufzucht der Jungen. Nach rund drei Monaten werden sie entwöhnt.

## Bedrohung
Das kleine Verbreitungsgebiet der Schwarzkopflöwenäffchen ist auf mehrere Populationen zersplittert. Die größte Gruppe (rund 180 Tiere) lebt im Superagui-Nationalpark und genießt dort einen gewissen Schutz, die Gesamtpopulation wird auf nicht mehr als 400 Tiere geschätzt. Die IUCN listete die Art zeitweise als „vom Aussterben bedroht“ (critically endangered), inzwischen gilt sie als "bedroht" (endangered).